# زاميا حاضنة
زاميا حاضنة (الاسم العلمي:Zamia cunaria) هي نوع من النباتات يتبع جنس الزاميا من الفصيلة الزامية.